# Dolça (higo)
Dolça es un cultivar de higuera de tipo higo común Ficus carica, unífera (con una sola cosecha por temporada, los higos de otoño), con higos de epidermis con color de fondo verde amarillento con sobre color amarillo verdoso. Se cultiva en la colección de higueras de Montserrat Pons i Boscana en Llucmajor, Islas Baleares.

## Sinonimia
- “sin sinónimo”,[4][6][7]

## Historia
Actualmente la cultiva en su colección de higueras baleares Montserrat Pons i Boscana, rescatada de un ejemplar o higuera madre cultivada y ubicada en el término de Santañí en tierra árida en una zona de baja pluviometría, envejecida por el tiempo y la sequía.
La variedad 'Dolça' (Dolça:Dulce, en catalán)  está citada en el Diccionario Catalán-Valenciano-Balear (DCVB). Esta variedad debe su nombre a su sabor tan marcadamente dulce. La variedad es poco conocida y cultivada en las Islas Baleares, que casi se puede considerar como desaparecida en los lugares donde era cultivada.

## Características
La higuera 'Dolça' es una variedad unífera de tipo higo común. Árbol de vigorosidad mediana, copa altiva y espesa de follaje, y de ramaje compacto muy estirado, con nula emisión de rebrotes. Sus hojas son de 5 lóbulos en su mayoría, menos de 3 lóbulos, y pocas de 1 lóbulo. Sus hojas con dientes presentes márgenes serrados. 'Dolça' tiene poco desprendimiento de higos, con un rendimiento productivo elevado y periodo de cosecha mediano. La yema apical cónica de color verde amarillento.
Los frutos de la higuera 'Dolça' son higos de un tamaño de longitud x anchura:38 x 44 mm, con forma esférica, que presentan unos frutos medianos, simétricos en la forma, uniformes en las dimensiones, de unos 27,890 gramos en promedio, cuya epidermis es de un grosor grueso, de consistencia fuerte y fina al tacto, color de fondo verde amarillento con sobre color amarillo verdoso. Ostiolo de 1 a 3 mm con escamas pequeñas blanquecinas, en muchas ocasiones cuando está maduro el higo exuda una gota de líquido por el ostiolo. Pedúnculo de 2 a 4 mm cilíndrico verde claro. Grietas ausentes. Costillas poco marcadas. Con un ºBrix (grado de azúcar) de 28 de sabor muy dulce y jugoso, casi acaramelado, con color de la pulpa amarillo anaranjado. Con cavidad interna pequeña o ausente, con pocos aquenios medianos. Los frutos maduran con un inicio de maduración de los higos sobre el 20 de agosto al 28 de septiembre. Cosecha con rendimiento productivo elevado y periodo de cosecha mediano.
Se usa en fresco y en seco en alimentación humana. Buena abscisión del pedúnculo y con facilidad de pelado. Buena resistencia a las lluvias y rocíos, a la apertura del ostiolo, y al transporte. Muy susceptibles al desprendimiento.

## Cultivo
'Dolça', se utiliza en fresco y en pasa. Se está tratando de recuperar de ejemplares cultivados en la colección de higueras baleares de Montserrat Pons i Boscana en Llucmajor.